# Jerónimo de Mendoza Galavís
Jerónimo Gutiérrez de Mendoza Galavís (Santafé, 11 de febrero de 1773-ibidem, 17 de septiembre de 1839) fue un político colombiano que ocupó la presidencia de Colombia del 28 de abril de 1831 al 2 de mayo de 1831, como presidente interino mientras se posesionaba el vicepresidente Domingo Caycedo.
No se conoce ningún retrato de De Mendoza Galavís.

## Biografía
Primer hijo del segundo matrimonio del español Jerónimo de Mendoza Hurtado con María Josefa Galavís Hurtado.

## Trayectoria
Colegial de San Bartolomé. Se inició como Administrador de Correos de Santafé, administrador de las Alcabalas de Girón, juez de diezmos del partido de Vélez y regidor del Cabildo de Santafé en 1808.

### Carrera política temprana
Participó en los hechos del 20 de julio de 1810 y firmó el Acta de Independencia de Colombia. Integró la Junta suprema de Gobierno. Administrador de Correos en 1811. Electo por Cáqueza al Colegio Revisor del Acta Federal de 1812. Fue condenado por el régimen de la reconquista a prisión. Sirvió a la república como Intendente General de Hacienda, xontador mayor de la Corte de Cuentas, director general de hacienda en el ramo de Correos, representante al Congreso, diputado por Bogotá al Congreso Admirable de 1830. Secretario de Hacienda del general Rafael Urdaneta, contador y director de la Casa de Moneda.

## Presidente de Colombia
Al renunciar el presidente Urdaneta, fue designado como presidente interino mientras se posesionaba el vicepresidente Domingo Caycedo.

## Familia
Contrajo matrimonio por primera vez con Inés Morales Fernández y por segunda vez con Manuela Tenorio Santacruz. Solo hubo hijos de su primera unión, siendo ellos Julián, José María, Marcelin, María Josefa y Lorenzo De Mendoza Morales.